# Sebastian Dehnhardt
Sebastian Dehnhardt (* 1968 in Oshakati, Namibia) ist ein deutscher
Regisseur, Autor und Produzent.

## Leben
Sebastian Dehnhardt ist der Sohn des aus Breslau stammenden und seit 1950 in Bad Kissingen lebenden Chefarztes und Sanatoriumsbesitzers Hans-Georg Dehnhardt (1913–2001) und Stiefsohn der Schauspielerin Marina von Ditmar (1914–2014), mit der sein Vater seit 1949 verheiratet war.
Seit 1992 arbeitet Dehnhardt als freier Autor für verschiedene Fernsehsender. Neben Kurzbeiträgen, Werbefilmen, Unterhaltungs- und Kultursendungen hat er zahlreiche historische Dokumentationen gedreht – unter anderem für den Publizisten Guido Knopp und das ZDF. Seine Filme wurden mehrfach ausgezeichnet. Er ist Autor mehrerer Bücher zu zeitgeschichtlichen Themen. Von 2002 bis 2014 war er zusammen mit Leopold Hoesch Geschäftsführer der Kölner Produktionsfirma Broadview TV.

## Filmografie (Auswahl)
- 1996: Hitlers Helfer: Hess – der Stellvertreter (Dokumentation, ZDF/arte)
- 1997: Hitlers Helfer: Freisler – der Hinrichter (Dokumentation, ZDF/arte)
- 1997: Vatikan – Die Macht der Päpste: Johannes Paul I. und der Tod (Dokumentation, ZDF/arte)
- 1998: Unser Jahrhundert: Einsame Helden (Dokumentation, ZDF)
- 1998: Die Waffen-SS: Hitlers letztes Aufgebot (Dokumentation, ARD)
- 1998: Unser Jahrhundert: Die Machterschleichung (Dokumentation, ZDF)
- 1999: Hitlers Kinder: Krieg (Dokumentation, ZDF)
- 1999: Apokalypse Vietnam: Der amerikanische Kreuzzug (Dokumentation, MDR/arte)
- 1999: Apokalypse Vietnam: Wurzeln des Krieges (Dokumentation, MDR/arte)
- 1999: Der Krieg in Indochina (Dokumentation, arte)
- 2000: Schlachtfeld Vietnam: Der schmutzige Krieg (Dokumentation, ARD)
- 2001: Der Jahrhundertkrieg: Tödliche Falle (Dokumentation, ZDF/History Channel)
- 2001: Hitlers Frauen: Leni Riefenstahl, die Regisseurin (Dokumentation, ZDF)
- 2001: Die Vertriebenen: Flucht (Dokumentation, ARD)
- 2002: Theaterlandschaften: Meiningen (Dokumentation, 3Sat)
- 2002: Die SS: Mythos Odessa (Dokumentation, ZDF/History Channel)
- 2003: Die Gefangenen: Die Heimkehr der Zehntausend (Dokumentation, ZDF)
- 2003: Theaterlandschaften: Düsseldorf (Dokumentation, 3Sat)
- 2003: Stalingrad (dreiteilige Dokumentation, ZDF/TVS/Teleac NOT/YLE)
- 2004: Hitlers Manager: Gustav und Alfried Krupp, die Waffenschmiede (Dokumentation ZDF)
- 2004: Das Wunder von Bern: Die wahre Geschichte (Dokumentation, ZDF/arte/Magyar TV)
- 2004: Das Wunder von Bern: Das Spiel (Dokumentation, ZDF)
- 2004: Die Befreiung: Der längste Tag Dokumentation, (ZDF/History Channel)
- 2005: Das Drama von Dresden (Doku-Drama, ZDF)
- 2006: Deutschland – Weltmeister der Herzen (Dokumentation, ZDF)
- 2006: Der Olympia-Mord München '72: Die wahre Geschichte (Dokumentation, ZDF)
- 2006: Wir Weltmeister: Ein Fußball-Märchen (Fernsehspiel, ZDF)
- 2007: Legenden – Heinz Rühmann (Dokumentation, ARD)
- 2008: Franz Josef Strauß – eine deutsche Geschichte (zweiteilige Dokumentation, ZDF)
- 2008: Leben wie Gott in Frankreich – eine Zeitreise an die Cote d’Azur (Dokumentation, WDR)
- 2008: Majestät! Das göttliche Paar: Bhumipol und Sirikit von Thailand (Dokumentation, ZDF)
- 2009: Krupp – Mythos und Wahrheit (Dokumentation, ZDF)
- 2009: Das Wunder von Leipzig – Wir sind das Volk (Doku-Drama, MDR/arte)
- 2010: Das Weltreich der Deutschen (Dokumentation, ZDF)
- 2010: Der Kniefall des Kanzlers – Die zwei Leben des Willy Brandt (Dokumentation, MDR/arte)
- 2011: Klitschko (Kinofilm)
- 2012: Stille Nacht in Stalingrad (Dokumentation, ZDF)
- 2012: Drei Leben: Axel Springer. Verleger – Feindbild – Privatmann (Dokumentation, ZDF/arte)
- 2012: Adelsdynastien in NRW: Die Grafen Beissel von Gymnich (Dokumentation, WDR)
- 2012: Adelsdynastien in NRW: Die Fürsten zu Sayn-Wittgenstein-Berleburg (Dokumentation, WDR)
- 2013: Adelsdynastien in NRW: Lippe und sein Fürstenhaus (Dokumentation, WDR)
- 2014: Zug in die Freiheit (Dokumentation, MDR/arte)
- 2014: Nowitzki. Der perfekte Wurf (Dokumentation, Kino)
- 2015: Moskaus Imperium (Dokumentation MDR/arte)
- 2016: Deutschlands große Clans (szenische Regie, ZDF)

- 2022: Jan Ullrich – Der Gejagte (Dokumentarreihe, Amazon Prime Video)
- 2024: Udo! (Dokumentation, ARD)

## Auszeichnungen und Nominierungen
- 2001: Bayerischer Fernsehpreis für „Die Vertriebenen – Hitlers letzte Opfer“
- 2003: International Emmy Award Nominierung für „Stalingrad“
- 2004: Deutscher Fernsehpreis für „Das Wunder von Bern: Die wahre Geschichte“
- 2004: Magnolia Award (Shanghai) Nominierung für „Stalingrad“
- 2005: International Emmy Award (New York) für „Das Drama von Dresden“
- 2005: World Television Award (Banff) Nominierung für „Das Wunder von Bern – Die wahre Geschichte“
- 2006: Magnolia Award (Shanghai) für „Das Drama von Dresden“
- 2006: World Television Award (Banff) Nominierung für „Das Drama von Dresden“
- 2009: Great Prize (DocumFest Awards, Timisoara, Rumänien) für „Das Wunder von Leipzig – Wir sind das Volk“
- 2010: Gold Remi Award (WorldFest Houston) für „Das Wunder von Leipzig – Wir sind das Volk“
- 2010: Rockie Award (Banff World Television Award) für „Das Wunder von Leipzig – Wir sind das Volk“
- 2011: Magnolia Award (Shanghai) für „Der Kniefall des Kanzlers – Die zwei Leben des Willy Brandt“
- 2012: Deutscher Wirtschaftsfilmpreis für „Drei Leben: Axel Springer. Verleger – Feindbild – Privatmann“
- 2012: Bayerischer Sportpreis für „Klitschko“
- 2012: Romy (österreichischer Film- und Fernsehpreis) für „Klitschko“ als „Beste Dokumentation Kino“
- 2013: Sports Emmy Award Nominierung für „Klitschko“
- 2013: Bayerischer Fernsehpreis für „Drei Leben: Axel Springer. Verleger – Feindbild – Privatmann“